# Синьков Костянтин Михайлович
Костянтин Михайлович Синьков (6 жовтня 1886, село Великий Фонтан Херсонської губернії, тепер у складі міста Одеси — розстріляний 8 серпня 1938, місто Горький, тепер Нижній Новгород, Російська Федерація) — радянський діяч, уповноважений Народного комісаріату пошт і телеграфів СРСР по Українській СРР, міністр зв'язку уряду Далекосхідної республіки, член ВУЦВК.

## Біографія
Народився в селянській родині. У 1903 році закінчив чотирикласне училище в Одесі. У 1903—1906 роках навчався в Одеському технічному училищі, здобув спеціальність техніка-механіка.
Під час революції 1905 року брав участь у Всеросійському страйку зв'язківців. Пізніше вступив до лав Одеської робітничої дружини.
З 1906 по 1909 рік — станційний молодший механік Казалінської поштово-телеграфної контори Туркестанського поштово-телеграфного округу. Потім працював у поштово-телеграфних конторах у Закавказзі і в Східному Сибіру. Під час Першої світової війни — заступник завідувача міської телефонної станції в місті Іркутську.
На початку 1918 року брав активну участь у формуванні органів радянської влади в Іркутську, організовував комуністичну спілку зв'язківців східної частини Росії. Після захоплення території Сибіру військами Колчака проживав на нелегальному становищі в містах Східного Сибіру і Забайкалля.
Член РКП(б) з 1920 року.
У 1920—1921 роках — заступник начальника Іркутського губернського управління зв'язку, член колегії народного зв'язку при виконавчому комітеті Іркутської губернської ради. Брав участь в розгромі рейду Каппеля, а також у військових діях проти військ отамана Семенова в Забайкаллі і на Далекому Сході.
У 1921—1923 роках — міністр зв'язку уряду Далекосхідної республіки (ДСР) і уповноважений Народного комісаріату пошт і телеграфів РРФСР по Далекому Сходу.
У 1923 — 4 травня 1932 року — уповноважений Народного комісаріату пошт і телеграфів (зв'язку) СРСР по Українській СРР.
У 1932 році працював в апараті Народного комісаріату зв'язку СРСР у Москві.
До 1935 року — начальник Свердловського обласного управління зв'язку.
У листопаді 1935 — 1937 року — начальник Горьковського обласного управління зв'язку.
У 1937 році — заступник начальника відділу технічного контролю заводу № 197 імені Леніна в місті Горькому.
Весною 1937 року заарештований органами НКВС. Засуджений Воєнною колегією Верховного суду СРСР до страти, розстріляний 8 серпня 1938 року в місті Горькому (тепер Нижньому Новгороді).
Посмертно реабілітований.